# 마츠모토 미와
마츠모토 미와(일본어: 松本 美和 마쓰모토 미와[*], 1971년 12월 15일~)는 일본의 성우이다.

## 출연작

### 애니메이션
- 애천사전설 웨딩피치(1995년) - 쟈마피
- 이곳 가츠시카구 가메아리공원 앞 파출소(1996년) - 여경, 여, 할머니, 보조, 인질의 여인
- 아이의 장난감(오오키) - 헤키노(1996년)
- 신비의 세계 엘하자드(1996년)
- 꽃보다 남자(1996년)
- 수색시대(1996년)
- 케로케로마이무(1997년) - 꼬리
- 사쿠라 모모의

### 극장용 애니메이션
- 극장판 카드캡터 사쿠리 봉인된 카드(2000년)

### OVA
- 2004년